# Künstlerkolonie Dachau

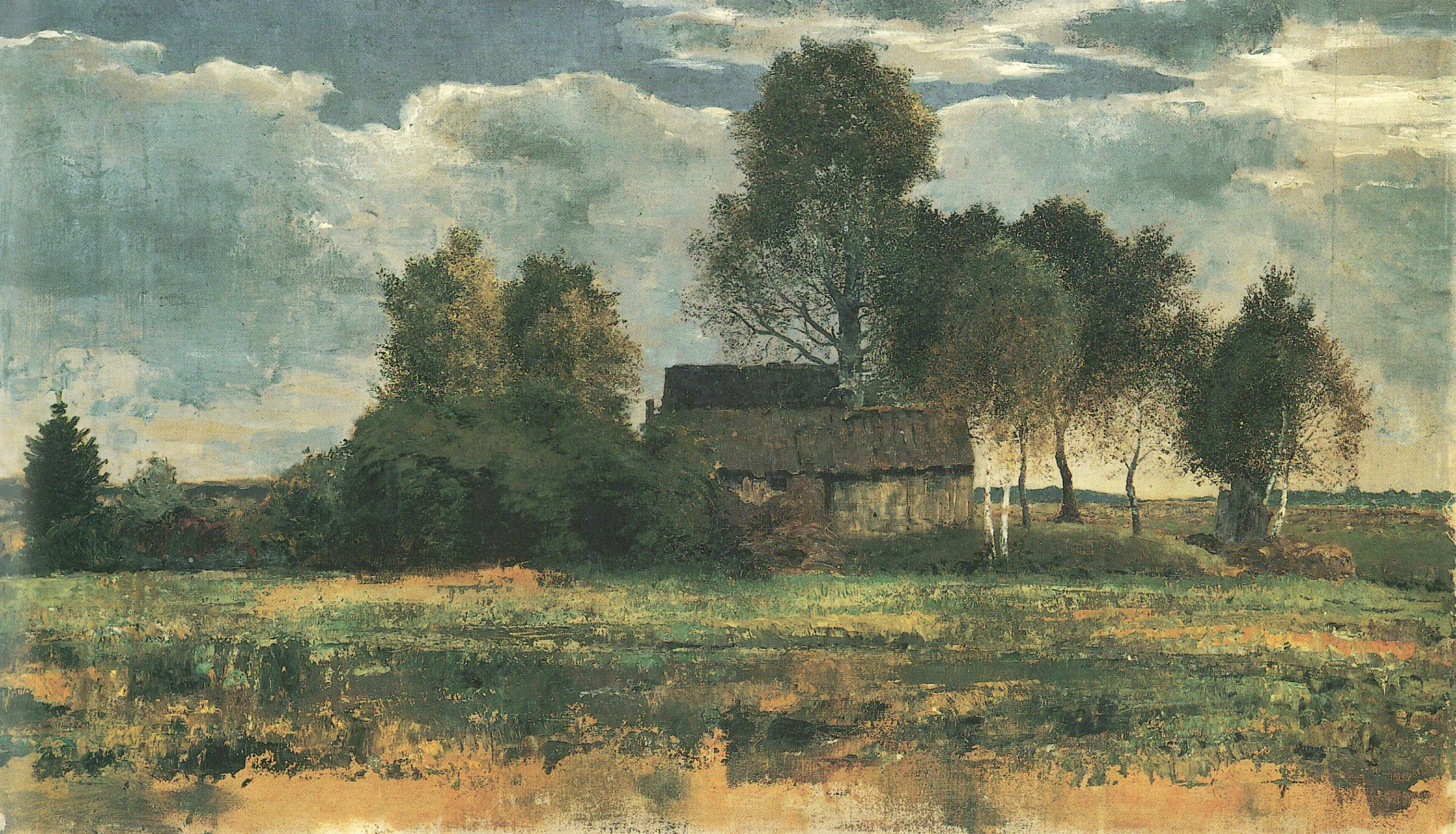
Franz Marc, Moorhütten im Dachauer Moos (1902)

Die Künstlerkolonie Dachau bildete sich ab der zweiten Hälfte des 19. Jahrhunderts. Vor allem ab 1875 drängten bedeutende deutsche Maler in die bayerische Stadt bei München, um sich dort von Menschen und Landschaft im Dachauer Moos inspirieren zu lassen und sich vor Ort mehrere Monate oder Jahre niederzulassen. Neben Worpswede stellt Dachau die bedeutendste Künstlerkolonie in Deutschland dar. Bis heute ist der Ort der Kunst verbunden geblieben. So werden zum Beispiel in der Dachauer Gemäldegalerie viele Exponate von Vertretern der Künstlerkolonie gezeigt. Dachau ist Mitglied in der Vereinigung der europäischen Künstlerkolonien Euroart.

## Stil
Eine eigenständige, einheitliche Kunstform, eine „Dachauer Schule“, hat es nicht gegeben, zu prägend war die stilistische Nähe zur „Münchner Schule“. Neben der impressionistischen Landschaftsmalerei bot Dachau auch andere Motive: Altstadtgassen, Dachauer Tracht, Bauern, Viehherden, Bierbänke und anderes – romantisiertes Landleben eben.

## Aufkommen der Landschaftsmalerei
Als Ausdruck einer neuen Sichtweise in der Malerei, die – ausgehend von Barbizon bei Paris, das zwischen 1830 und ca. 1870 einen Anziehungspunkt und Beispiel bildete (Schule von Barbizon) – in der zweiten Hälfte des 19. Jahrhunderts die europäische Kunstwelt prägte,  wurde unter freiem Himmel gemalt: Die Freilichtmalerei, auch en-plein-air-Malerei genannt, ließ Scharen von Künstlern und Kunststudenten in die Umgebung der Städte strömen, immer auf der Suche nach landschaftlichen Motiven. Auch die deutschen Maler ließen sich von dieser Mode anleiten. Klassische Vorbilder waren die niederländische Landschaftsmalerei, dabei unter den Vorzeichen des sich ankündigenden Impressionismus.

## Ursprünge der Künstlerkolonie (ca. 1800 bis 1874)

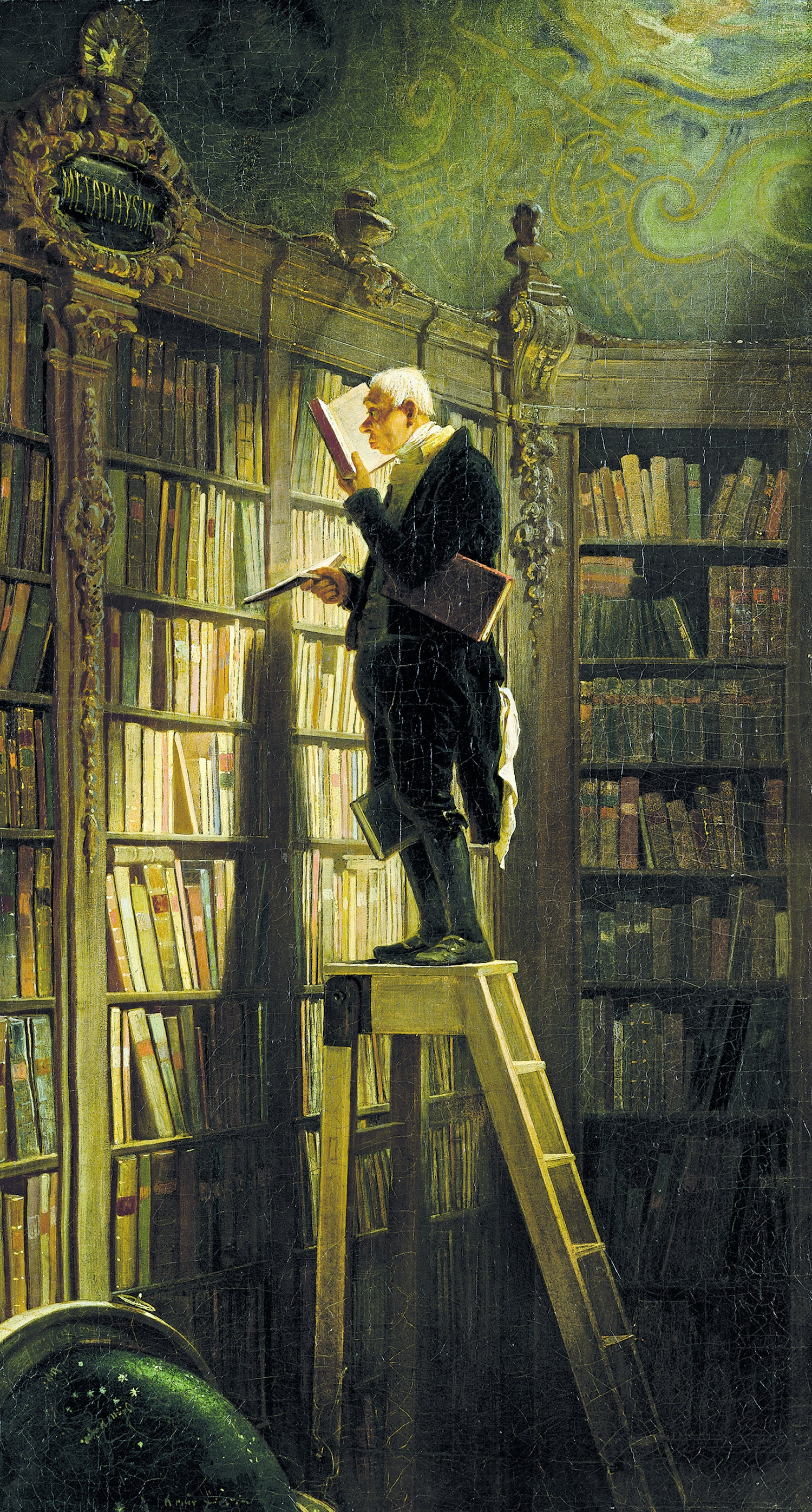
Carl Spitzweg: Der Bücherwurm (ca. 1850)

Bereits ab 1805 kamen vereinzelt Künstler in den Ort, so um 1803 Simon Warnberger, 1825 Wilhelm von Kobell, 1834 Johann Georg von Dillis (Galeriedirektor und Professor für Landschaftsmalerei an der Münchner Akademie), ca. 1840 Eduard Schleich der Ältere, Dietrich Langko und 1850 Carl Spitzweg, der für mehrere Jahre in Dachau weilte. Spitzweg malte sein berühmtes Bild Der Bücherwurm im Schloss Dachau. Der zu dieser Zeit noch wenig bekannte Spitzweg, der mit Vorliebe das kleinbürgerlich-beschauliche Leben alter Märkte und Städte schilderte, erhielt in Dachau viele Anregungen für seine Arbeit.
Des Weiteren kamen 1870 Heinrich von Zügel und 1873 Wilhelm Leibl; Leibl, ein Piloty-Schüler, war einer der eigenwilligsten und bedeutendsten Künstler seiner Zeit. Er lebte nur wenige Kilometer südwestlich von Dachau, in Graßlfing an der Amper (heute Olching), zurückgezogen und weltabgeschieden, um möglichst nahe an der Natur zu sein. Belege für ein gesteigertes Interesse der Münchner Künstlerszene an der Mooslandschaft des Dachauer Umlands und den wechselnden atmosphärischen Stimmungen der Landschaft in Bezug auf Wetter und Licht. Dachau stellte für zunehmend mehr Maler ein ideales Motiv für die immer populärer werdende Landschaftsmalerei (auch Freilichtmalerei) dar.
Waren es in den Jahren zwischen 1840 und 1875 in erster Linie Landschafter, die der stimmungsvollen Motive wegen immer wieder das Dachauer Land besuchten, so änderte sich das in den 1880er Jahren. Nun fanden auch Bildhauer und Grafiker den Weg nach Dachau sein Umland.

## Die Künstlerkolonie (1875 bis 1914)

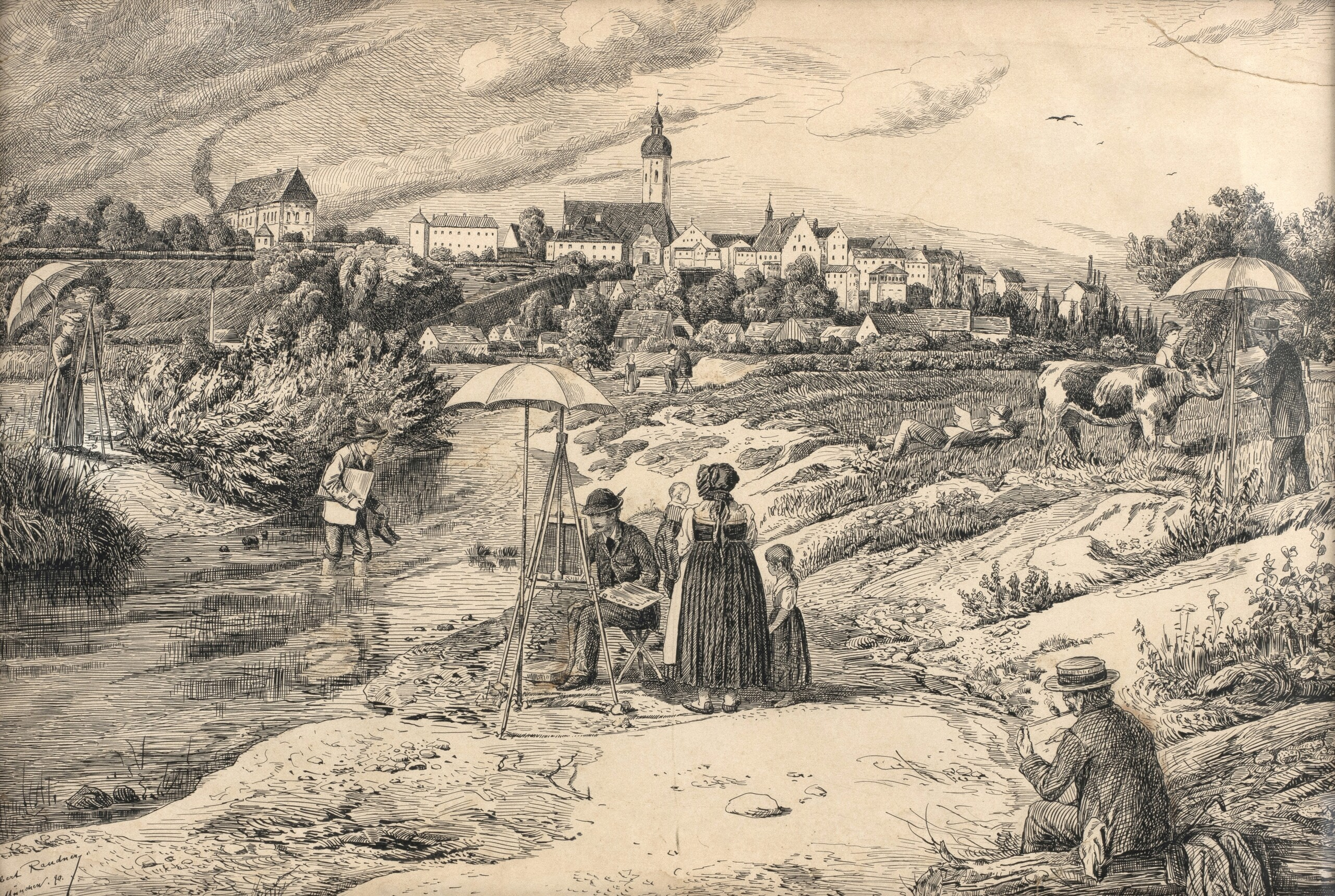
Robert Raudner: Kunstmaler in Dachau, 1890 (humoristische Darstellung der zahlreichen Plein-Air-Maler)

Die ersten Künstler wurden sesshaft, allmählich entstand die Kolonie. In dieser Zeit stieg die Zahl der nach Dachau kommenden Künstler sprunghaft an. Teilweise stellte die Stadt günstige Wohnungen und Arbeitsräume zur Verfügung. Nach langer Aufbauphase begann um 1880 die Glanzzeit der Künstlerkolonie Dachau. Einige Dutzend Atelierhäuser und Künstlervillen zeugen heute noch von dieser Phase.
Eine erste Gruppe von Künstlern um Ludwig Dill, Adolf Hölzel und Arthur Langhammer schlossen sich ab 1897 (der genaue Zeitpunkt ist umstritten) zur Kunstrichtung bzw. Malschule „Neu-Dachau“ zusammen. Auch in den umliegenden Orten wie Etzenhausen oder Haimhausen wurden Künstler sesshaft. Etzenhausen ist noch heute bekannt für die lange Gasse, einen Feldweg von Etzenhausen auf einen Hügel hinauf, der einen guten Überblick über die Landschaft und Dachau erschloss. In Haimhausen entwickelte sich eine separate Künstlerkolonie Haimhausen, die von 1895 bis 1972 existierte.
Außerdem folgten Schriftsteller ihren Malerfreunden nach: Ludwig Thoma, Heimito von Doderer oder Theodor Heuss.
Hölzel eröffnete eine viel beachtete erste private Malschule, die vornehmlich von Frauen, den sog. „Malweibern“, besucht wurde, darunter Ida Kerkovius, Else Freytag-Loringhoven und Paula Wimmer. Unter seinen Schülern befanden sich aber auch so bekannte Maler wie Emil Nolde. Der Vater der Kolonie, Adolf Hölzel, zog standesgemäß mit Staffelei, Hut und jungem Assistenten durch die Landschaft.
Dill hingegen rief um 1897 eine erste örtliche Künstlervereinigung ins Leben. Dachau wurde nun deutschlandweit als Malerkolonie bekannt. Es folgten nun viele weitere Künstler, die nach Dachau kamen, darunter Max Liebermann, Lovis Corinth, Max Slevogt, Ludwig von Herterich, Hermann Linde, Anton von Stadler, Paul Baum, oder Heinrich von Zügel.
In einer zweiten „Welle“ von interessierten Künstlern kamen des Weiteren ab 1900 Franz Marc, August von Brandis, Hermann Stockmann, Ignatius Taschner, Hans von Hayek, Carl Thiemann, August Pfaltz, Paula Wimmer und Walther Klemm. Einige Künstlerkollegen wie Franz Marc und Lovis Corinth, die kurzzeitig in Dachau arbeiteten, störten sich am Gewimmel im Moos und suchten Ruhe, weiter weg in Murnau.

„Zu Beginn des Jahrhunderts leuchtet während der Sommerzeit alle fünfzig Meter der Malschirm eines Malers oder Malerin in der Dachauer Landschaft. An besonders beliebten Stellen stand man sogar tagelang Polonäse, bis jeder an die Reihe kam. Viele Motive wurden derart oft abgemalt, um nicht zu sagen, abgefieselt, dass die Bauern oder sonstige Eigentümer auf Schadenersatz klagten. Ja, es kam selbst vor, dass die Herren Professoren vor Überdruss an dem ständig wiederkehrenden Bild die Korrektur verweigerten.“

Mit dem Schaffen Hölzels deuteten sich Höhepunkt und Ende der großen Zeit der Landschaftsmaler, der Freilichtmalerei und des Landschaftsimpressionismus in Dachau an. Hölzel folgte 1905 einem Ruf an die Akademie nach Stuttgart. In Theorie und Praxis nach neuen Ausdrucksformen suchend, ging er erste, experimentelle Schritte hin zur abstrakten Malerei – mehrere Jahre vor Wassilij Kandinsky. Deren Kunst entstand in Ateliers, obwohl selbst Kandinsky sich in Murnau künstlerisch mit der Natur beschäftigte.
Die traditionellen Dachauer Künstler gründeten 1905 das Bezirksmuseum Dachau und 1908 die Gemäldegalerie im Schloss Dachau. Anders als in Worpswede, Pont Aven oder Skagen stellten die Maler der Dachauer Künstlerkolonie ihre Gemälde zunächst hauptsächlich vor Ort aus. Wie auch heute noch bestand ein reger Austausch zwischen den europäischen Künstlerkolonien. Man besuchte sich, nahm Anregungen und neue Maltechniken auf.

## Nach der Blütezeit
Während des Ersten Weltkrieges reduzierte sich kriegsbedingt,  viele Künstler mussten zum Militärdienst einrücken, die Zahl der Künstler am Ort. Kurz nach Kriegsende, bereits 1919, entstand eine Künstlervereinigung mit 44 Mitgliedern, die bis heute Bestand hat. Im Jahre 1927 wurde auf Initiative von Walter von Ruckteschell eine Künstlervereinigung gegründet.
In der Zeit zwischen den Kriegen lebten und wirkten in Dachau unter anderen Emmi Walther, Ella Iranyi, Carl Olof Petersen und Karl Staudinger. Der Zweite Weltkrieg führte zu einem starken Rückgang der Künstlertätigkeit.
Die Landschaft, wie sie die Künstler malten und sahen, ist heute weitgehend verschwunden, das Villenviertel der Malerprofessoren im Süden der Stadt wurde verändert, das Dachauer Moos teilweise trockengelegt und bebaut.
Als Reminiszenz an die Kolonie wird in jedem Jahr im September in Dachau eine Lange Nacht der offenen Türe von Ateliers, Galerien und Künstlerwerkstätten veranstaltet.

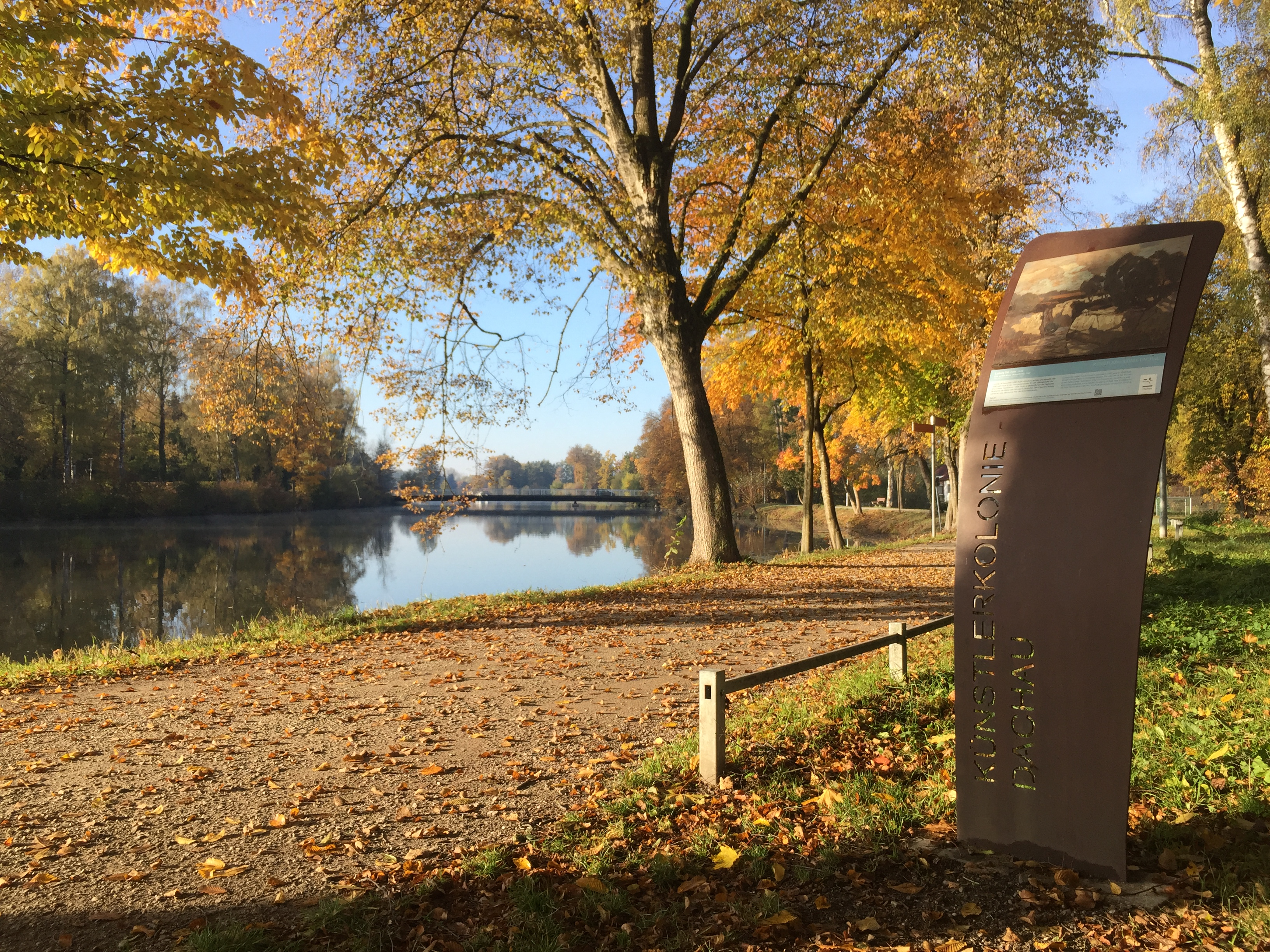
Künstlerweg Dachau, Ludwig Dill „Das weiße Moos“, Georg-Andorfer-Weg, Amper

## Künstlerweg in Dachau

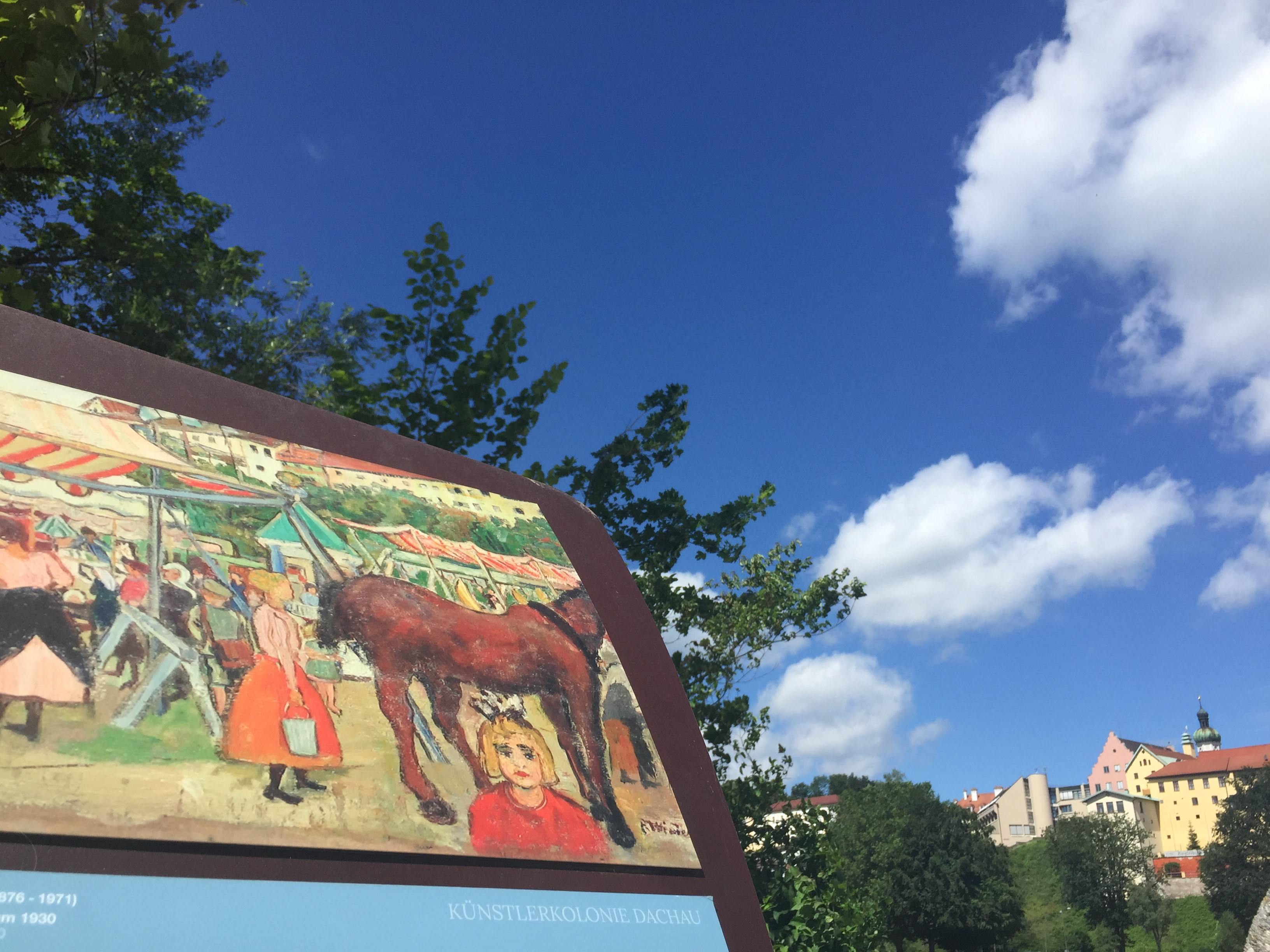
Künstlerweg Dachau, Paula Wimmer „Volksfest“, Ludwig-Thoma-Wiese

Die Stadt Dachau versteht sich jedoch bis zum heutigen Tag den Künsten in besonderer Weise verbunden und ist Wohnort zahlreicher Maler, Grafiker und Bildhauer. Die Stadt Dachau hat einen Künstlerweg geschaffen, um Besucher der Stadt auf den Spuren der Maler der Künstlerkolonie wandern zu lassen. An 18 Stationen wurden Stelen aufgestellt mit den Bildern von Künstlern, die von dieser ungefähren Position aus ihre Bilder en plein air gemalt haben. Ein Faltblatt mit Wegbeschreibung hierzu ist in der Tourist-Information der Stadt Dachau erhältlich. Viele der Gemälde können im Original in der Gemäldegalerie Dachau angesehen werden.

## Maler der Kolonie (Auswahl)
- Paul Baum
- Giulio Beda
- Franz Joachim Beich
- August von Brandis
- Bernhard Buttersack
- Lovis Corinth
- Robert Franz Curry
- Ludwig Dill
- Johann Georg von Dillis
- Max Feldbauer
- Else Freytag-Loringhoven
- Eugenie Fuchs
- Richard Graef
- Robert von Haug
- Hans von Hayek
- Thomas Theodor Heine
- Ludwig von Herterich
- Adolf Hölzel
- Ella Iranyi
- Georg Jauss
- Leopold von Kalckreuth
- August Kallert
- Ida Kerkovius
- Hermann Keuth
- Eugen Kirchner
- Anna Klein
- Walther Klemm
- Arthur Langhammer
- Dietrich Langko
- Jean Lehmann (genannt ILLS)
- Wilhelm Leibl
- Max Liebermann
- Adolf Heinrich Lier
- Hermann Linde
- Franz Marc
- Christian Morgenstern
- Emil Nolde
- Carl Olof Petersen
- August Pfaltz
- Sophie von Pühn
- Philipp Röth
- Eduard Schleich d. Ä.
- Karl Schröder-Tapiau
- Max Slevogt
- Carl Spitzweg
- Anton von Stadler
- Karl Staudinger
- Hermann Stockmann
- Otto Strützel
- Karl Stuhlmüller
- Ignatius Taschner
- Paul Thiem
- Carl Thiemann
- Fritz von Uhde
- Emmi Walther
- Otto Weil
- Paula Wimmer
- Anton Windmaier
- Alfons Zeileis
- Heinrich von Zügel

## Bildergalerie

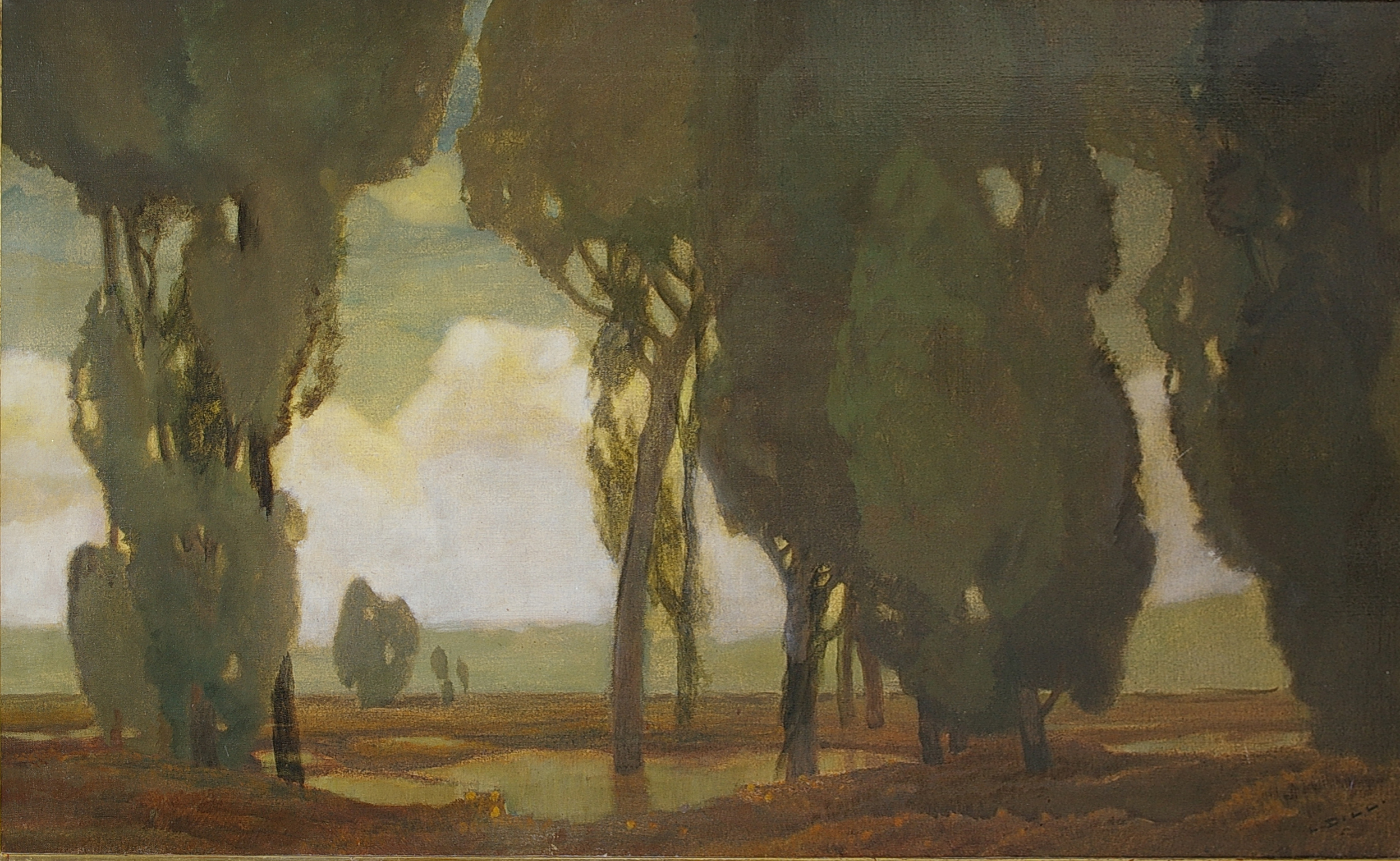
Ludwig Dill, Der Morgen
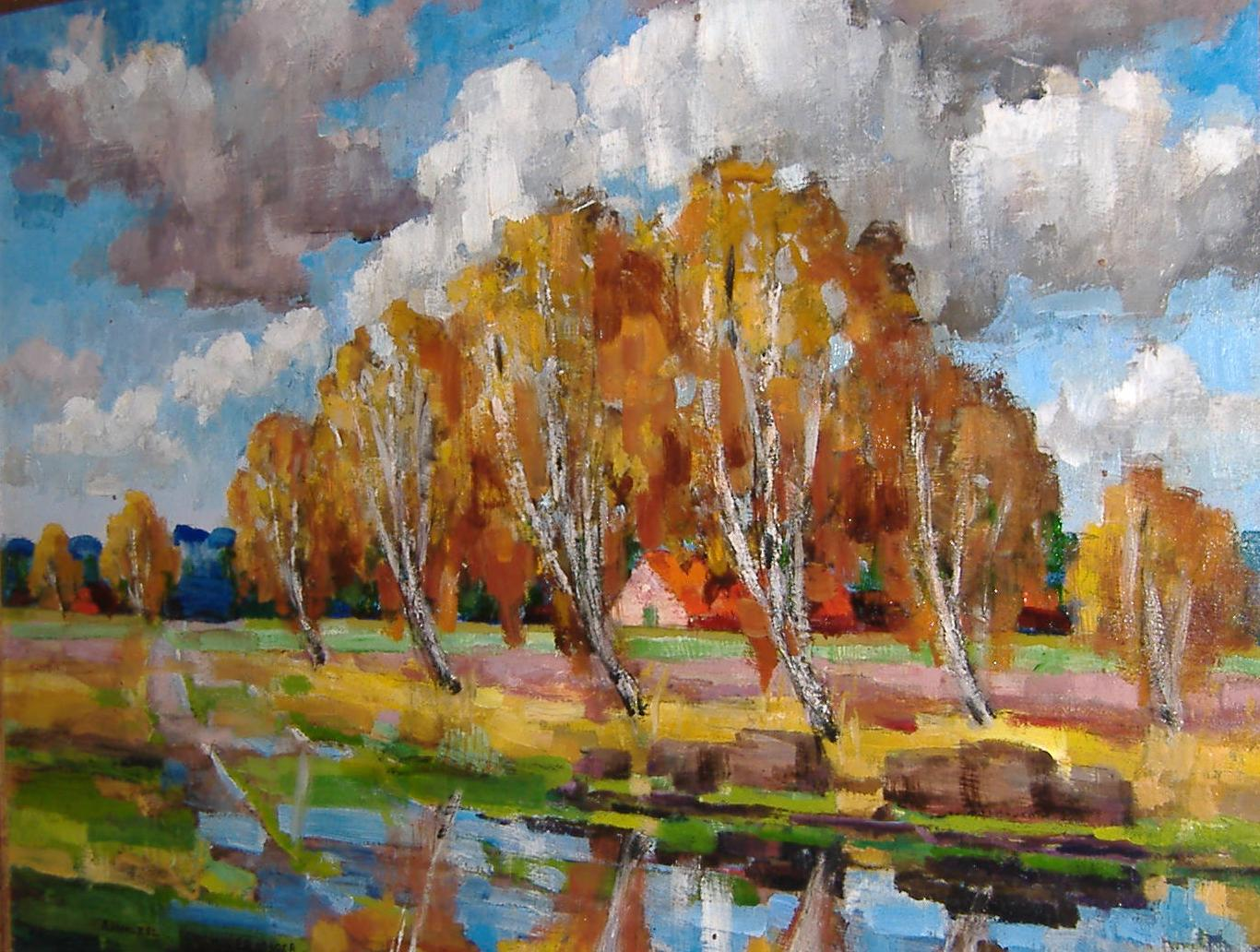
Adolf Hölzel, Dachauer Moor
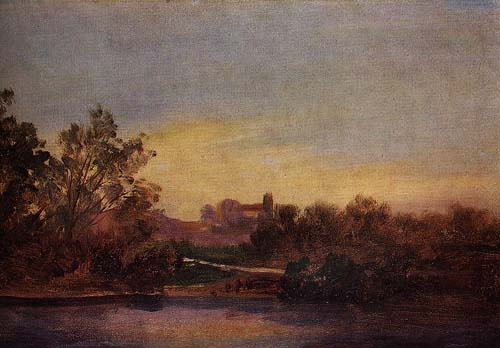
Johann Georg von Dillis, Amper bei Dachau
Heinrich von Zügel, Schafe im Dachauer Moos
Franz Joachim Beich, Dachau
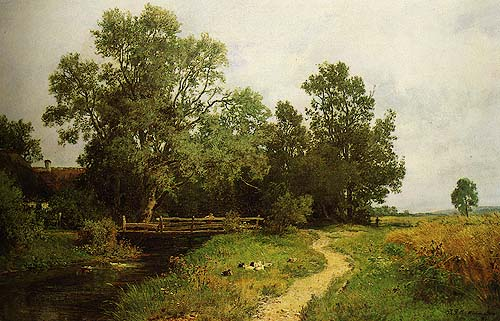
Philipp Röth, Dachauer Moos
Carl Spitzweg, Dachauer Hofgarten
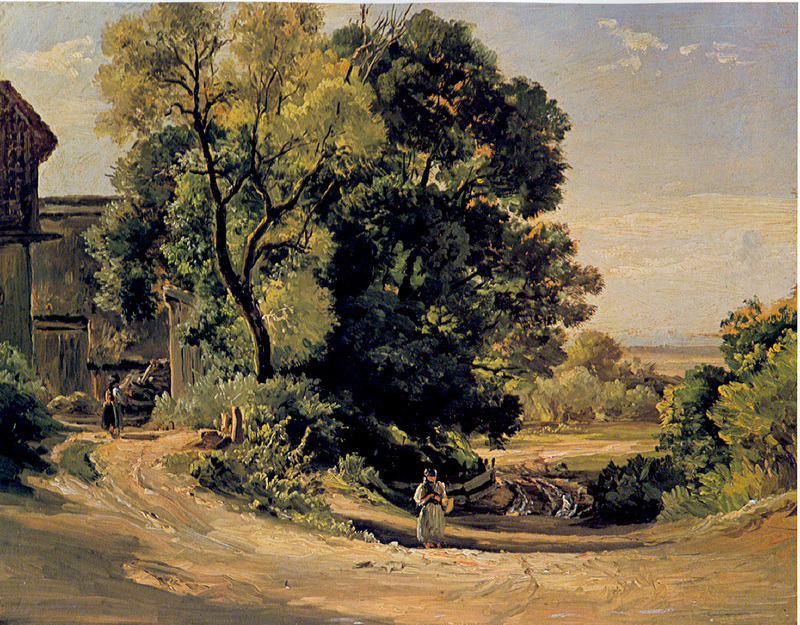
Christian Morgenstern, Dachau Etzenhausen
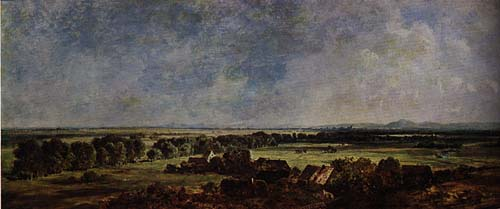
Eduard Schleich der Ältere, Blick vom Schloßberg
Lovis Corinth, Waldstück
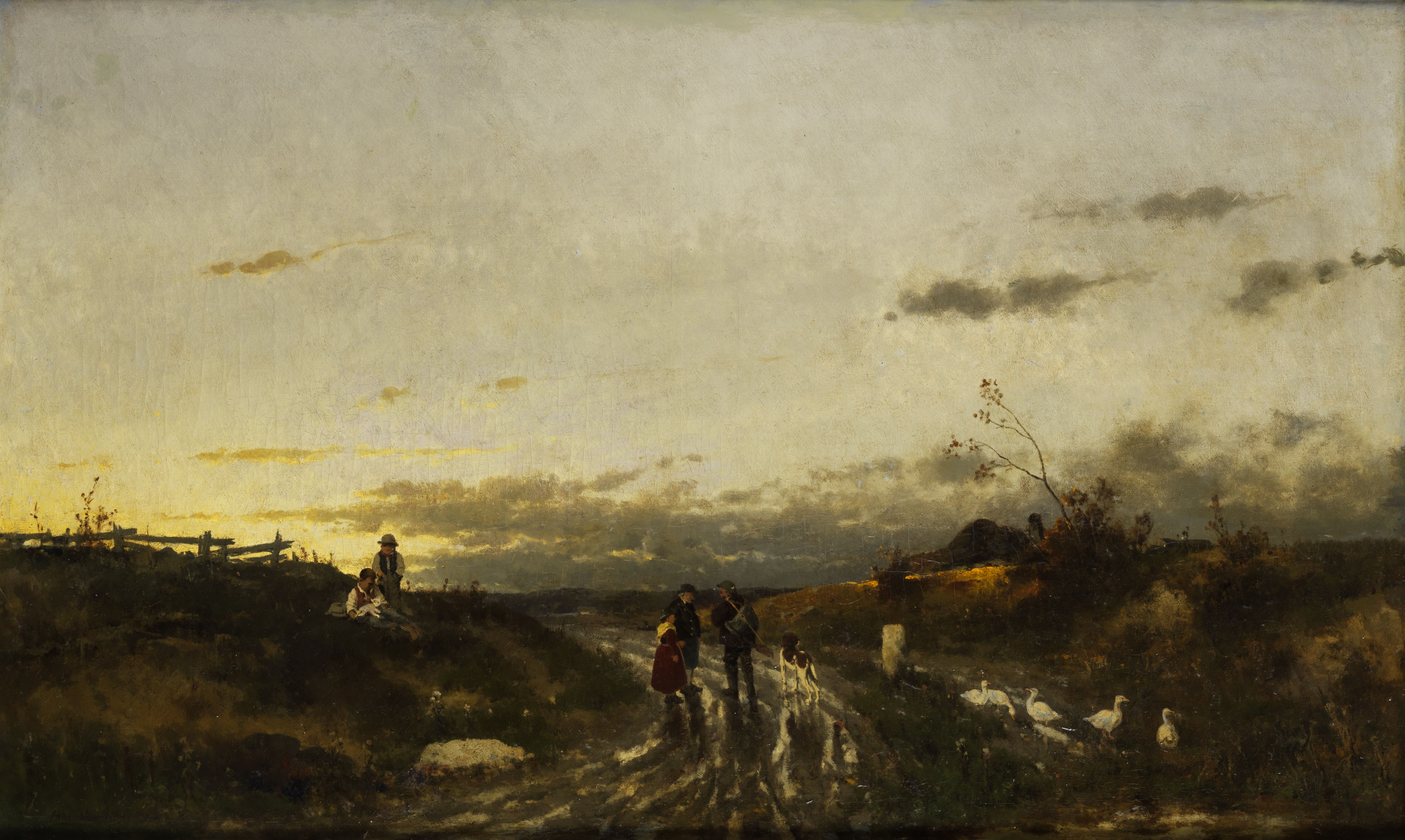
Anton Windmaier, Im Dachauer Moos
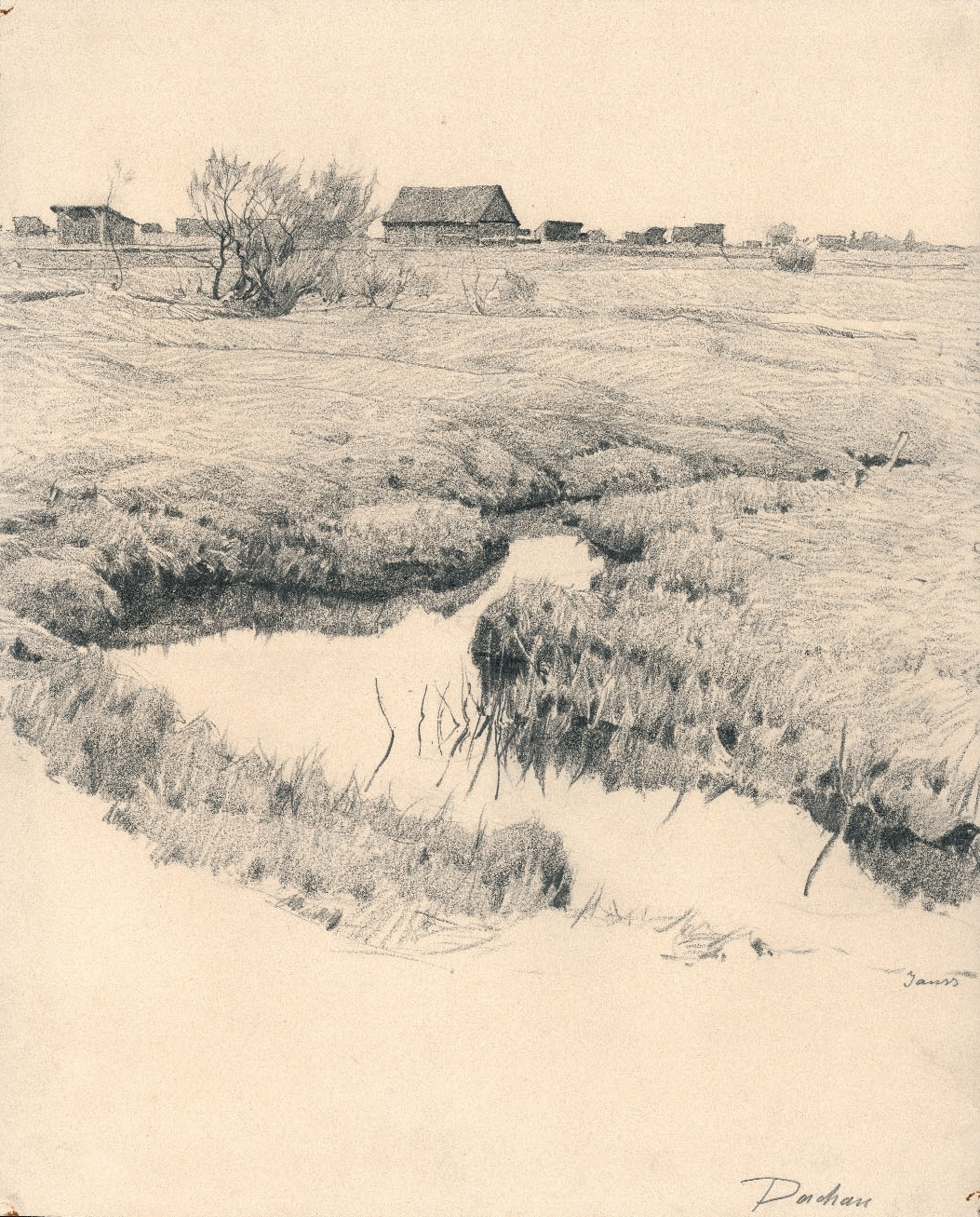
Georg Jauss, Dachauer Moos
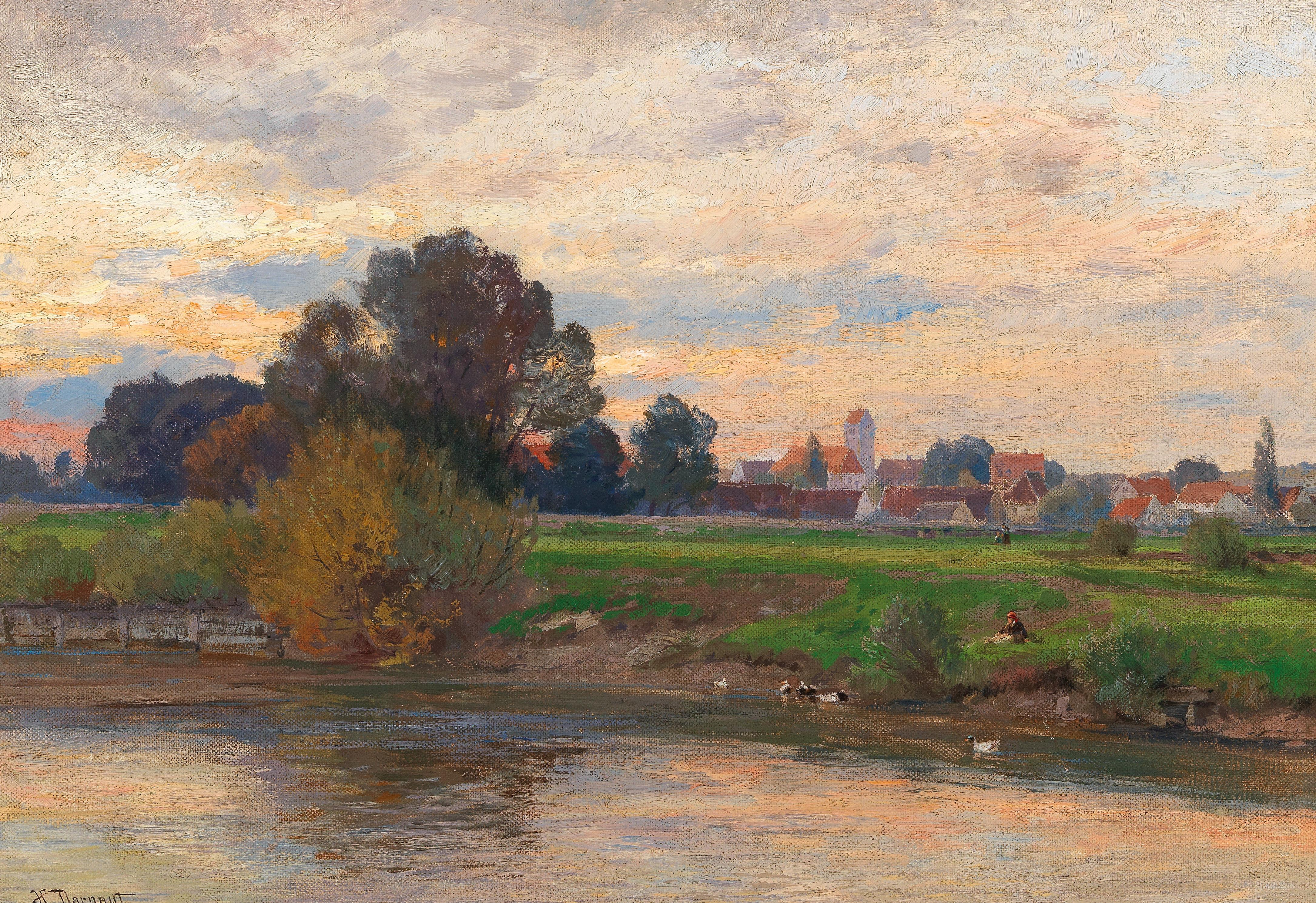
Hugo Darnaut, Abendlandschaft Etzenhausen bei Dachau
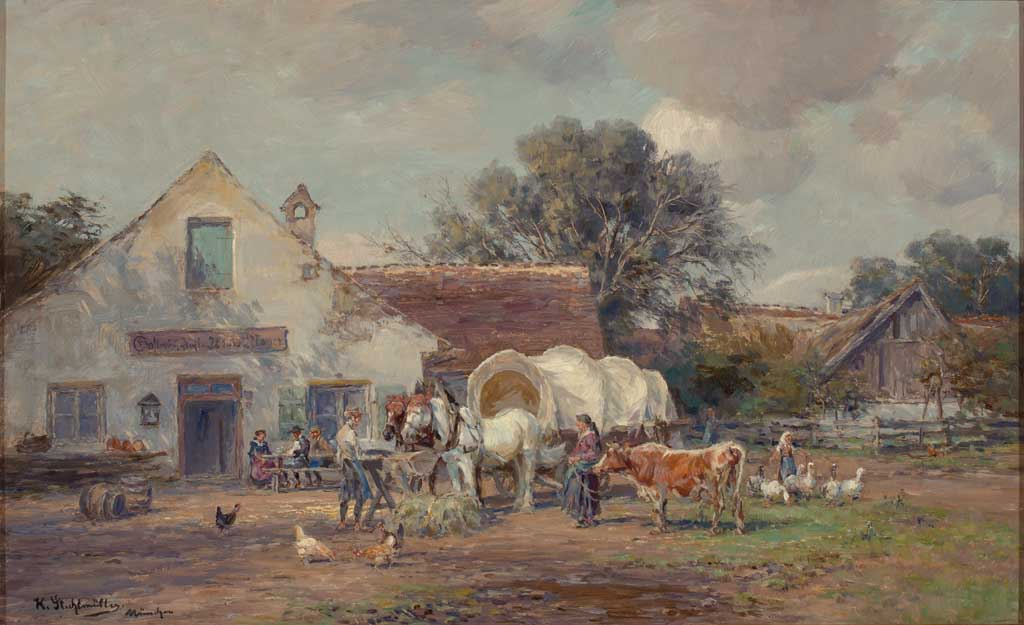
Karl Stuhlmüller, Gastwirtschaft Mayer in Etzenhausen
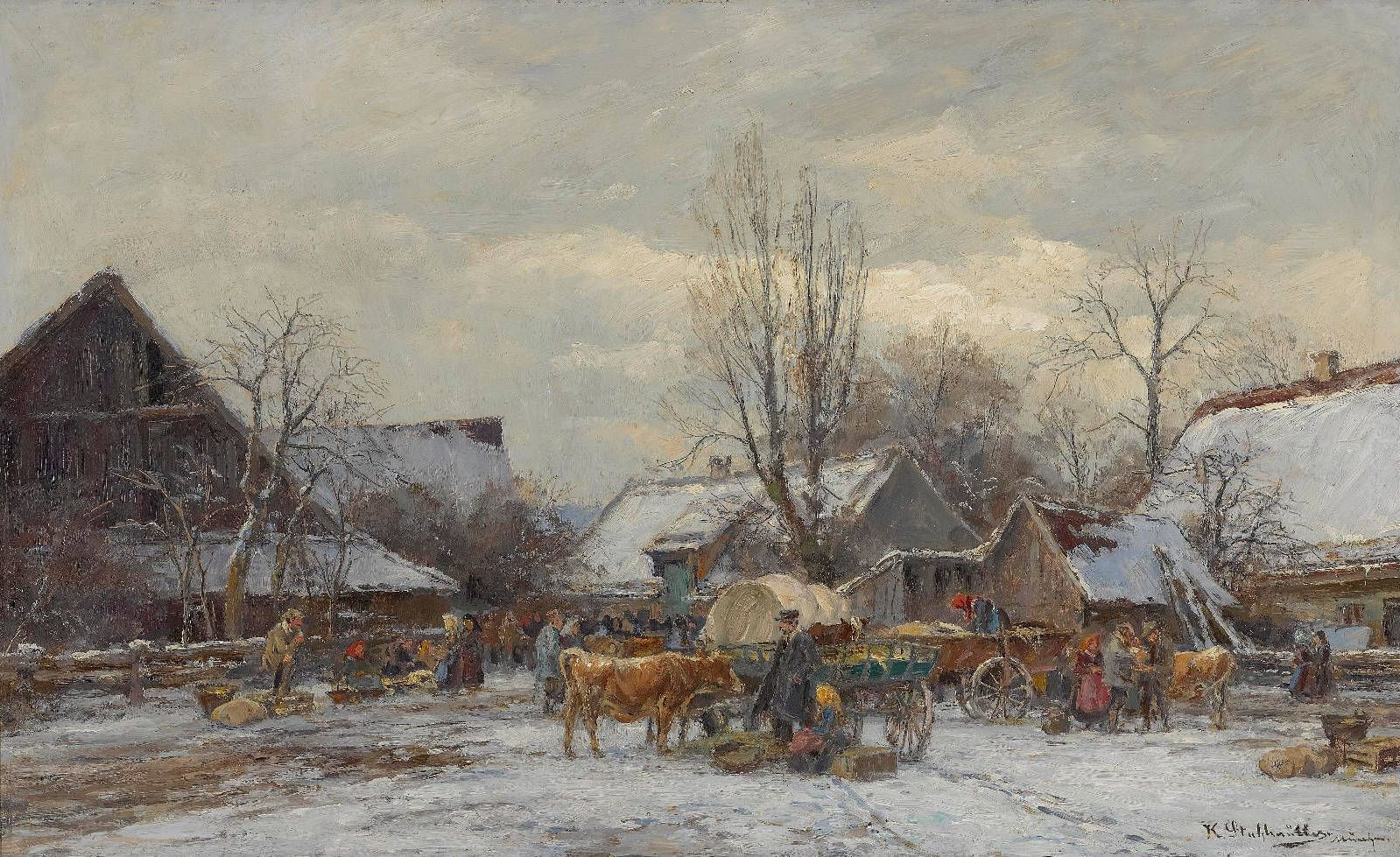
Karl Stuhlmüller, Winterlicher Viehmarkt in Etzenhausen
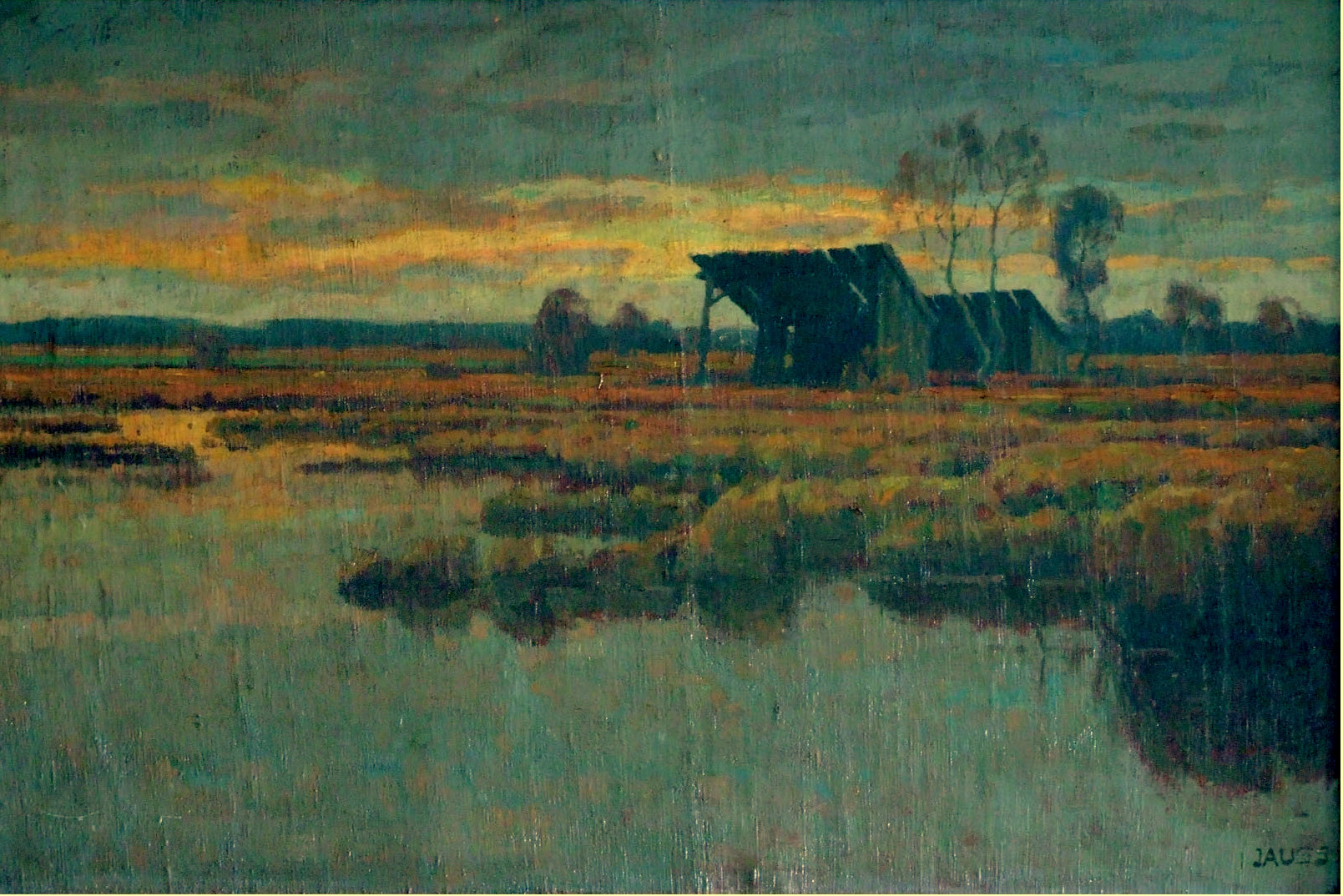
Georg Jauss, Abendstimmung im Dachauer Moor (mit den typischen Moorschuppen)
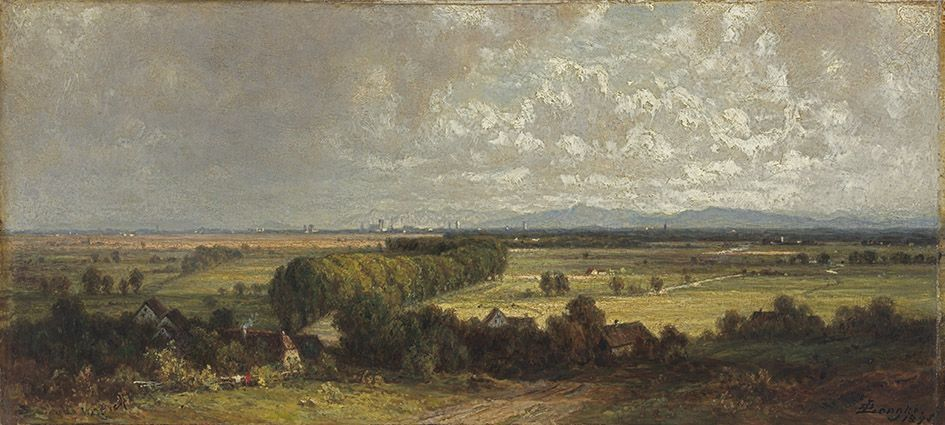
Dietrich Langko, Blick von Dachau auf das Gebirge (1895)
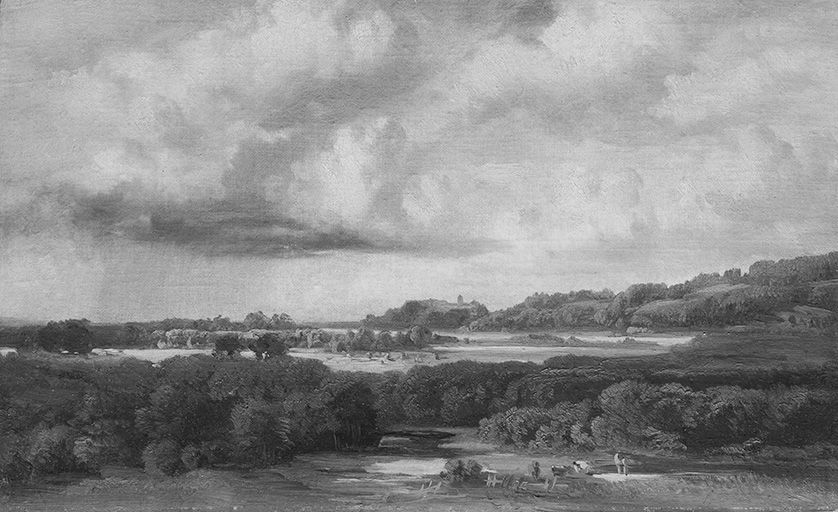
Adolf Heinrich Lier, Landschaft bei Dachau (ca. 1870)
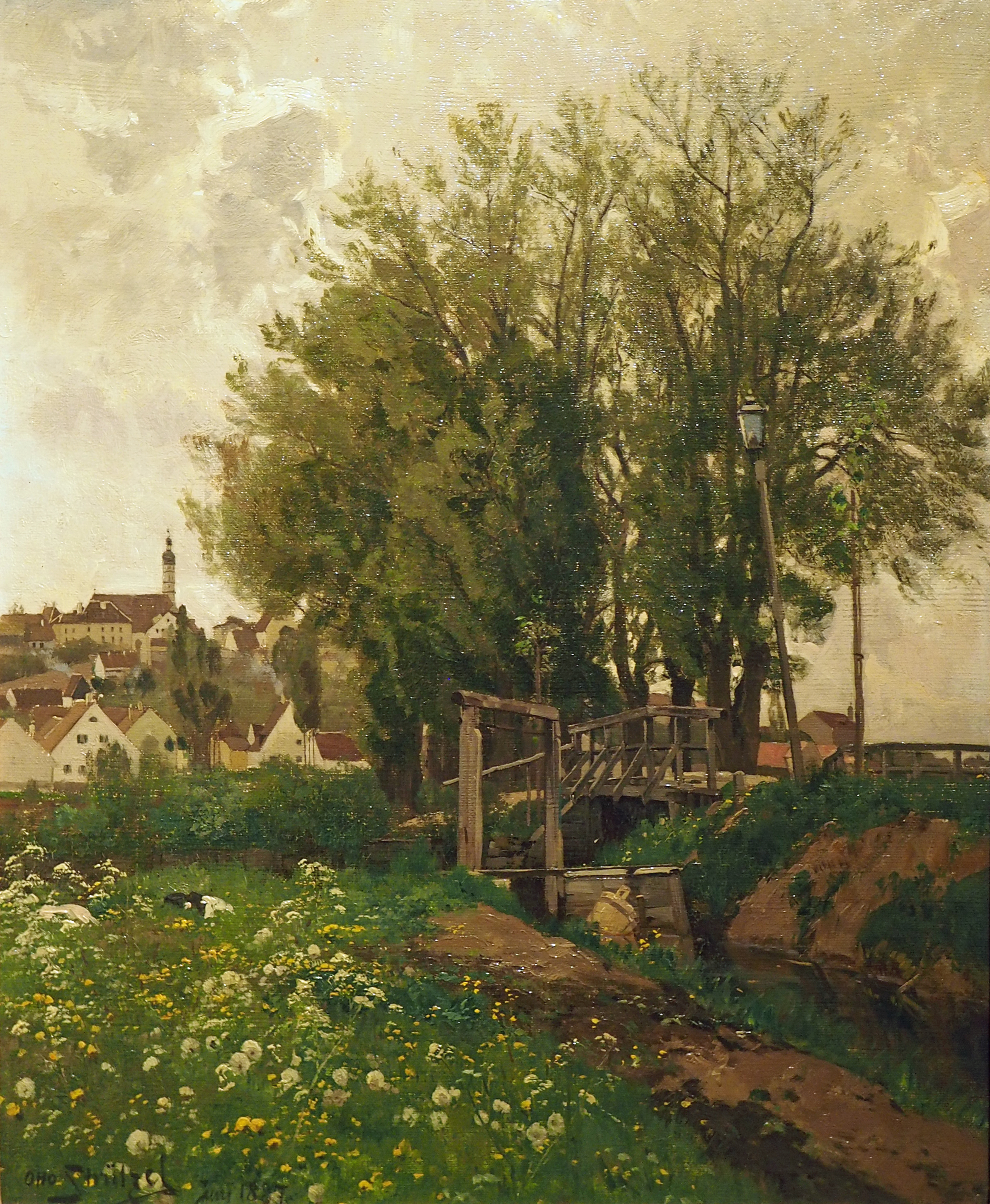
Otto Strützel, Dachau (1887)
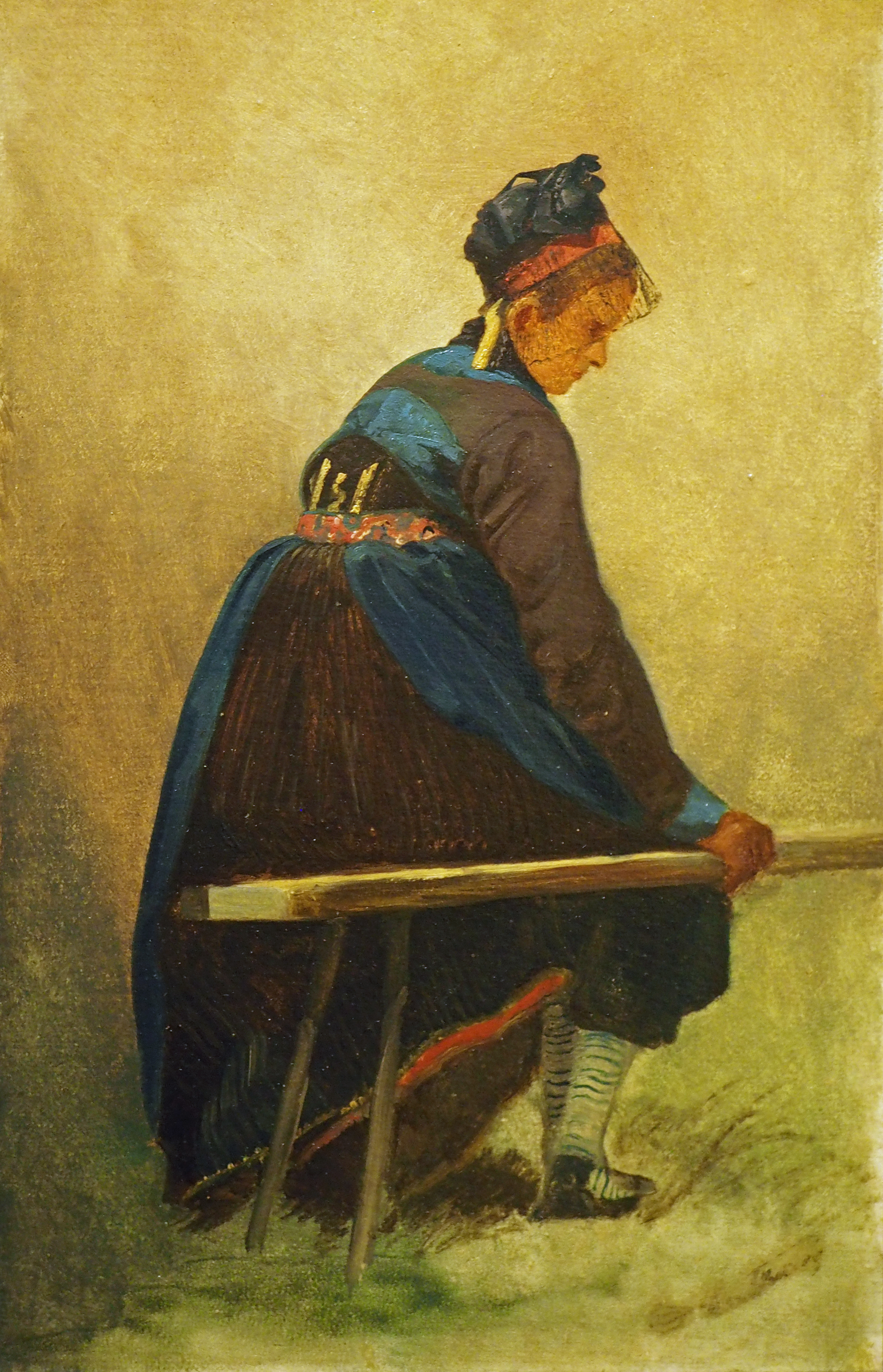
Carl Spitzweg, Dachauerin auf einer Bank sitzend (ca. 1856)
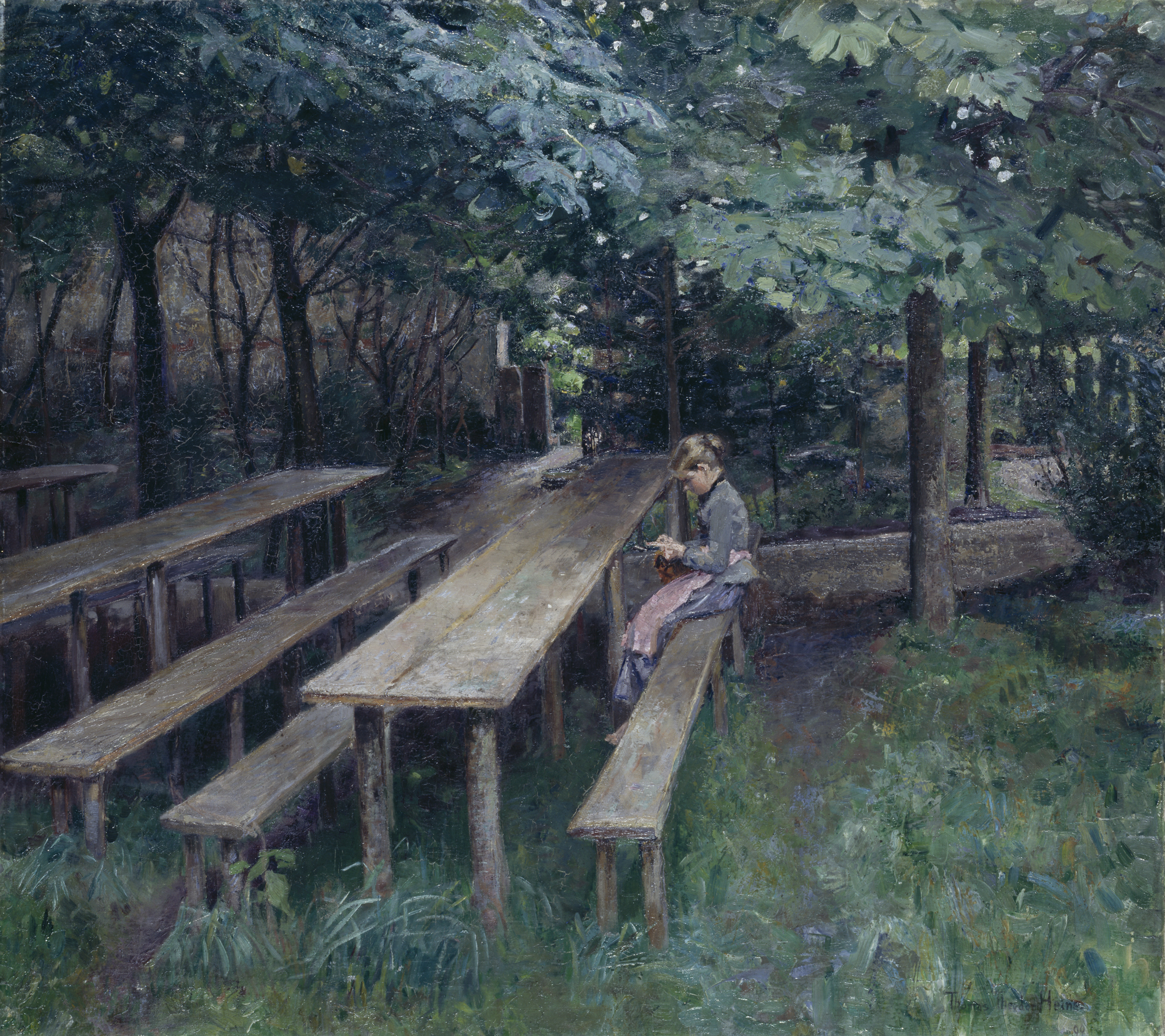
Thomas Theodor Heine, Wirtsgarten in Dachau (1890)
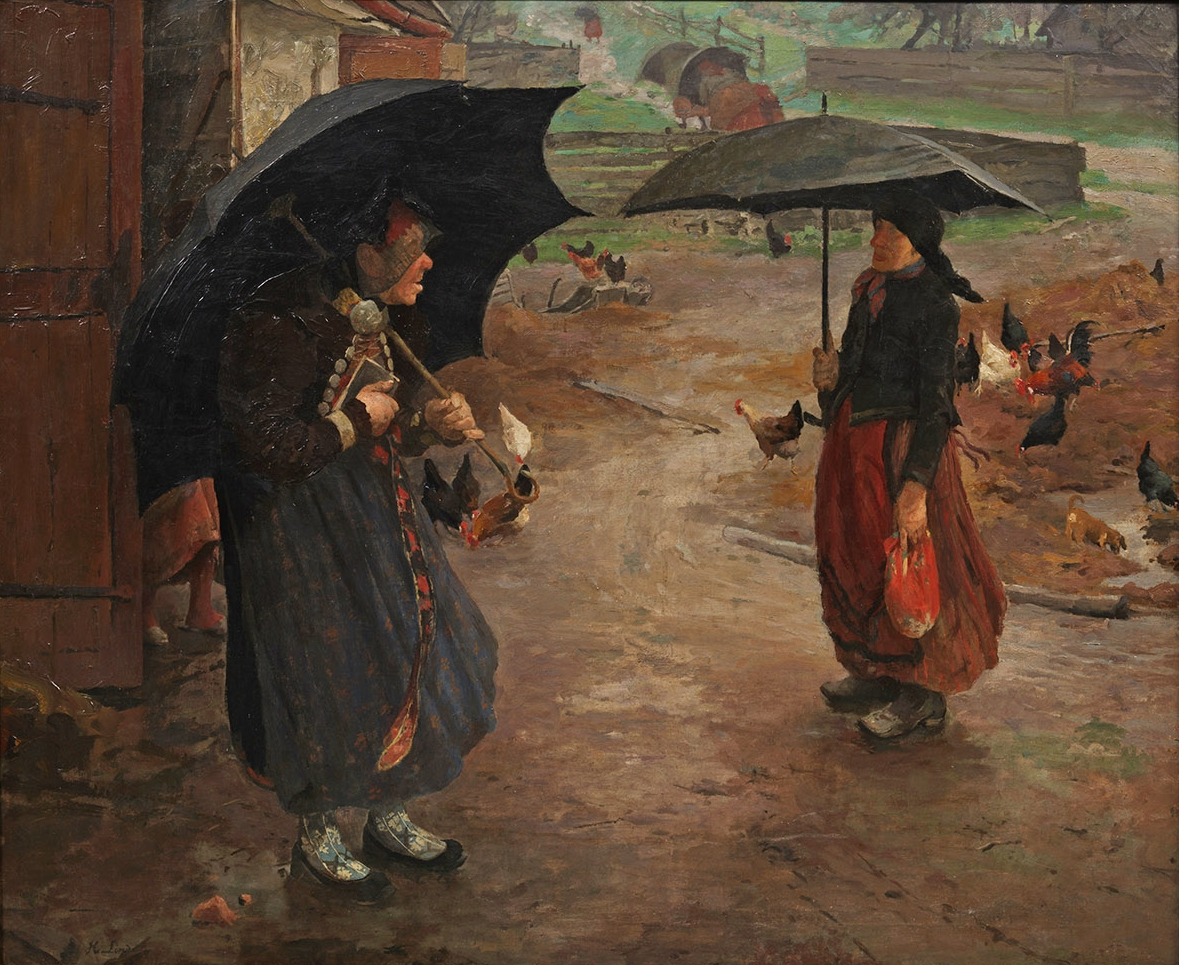
Hermann Linde, Dachauer Bäuerin beim Kirchgang (vor 1923)
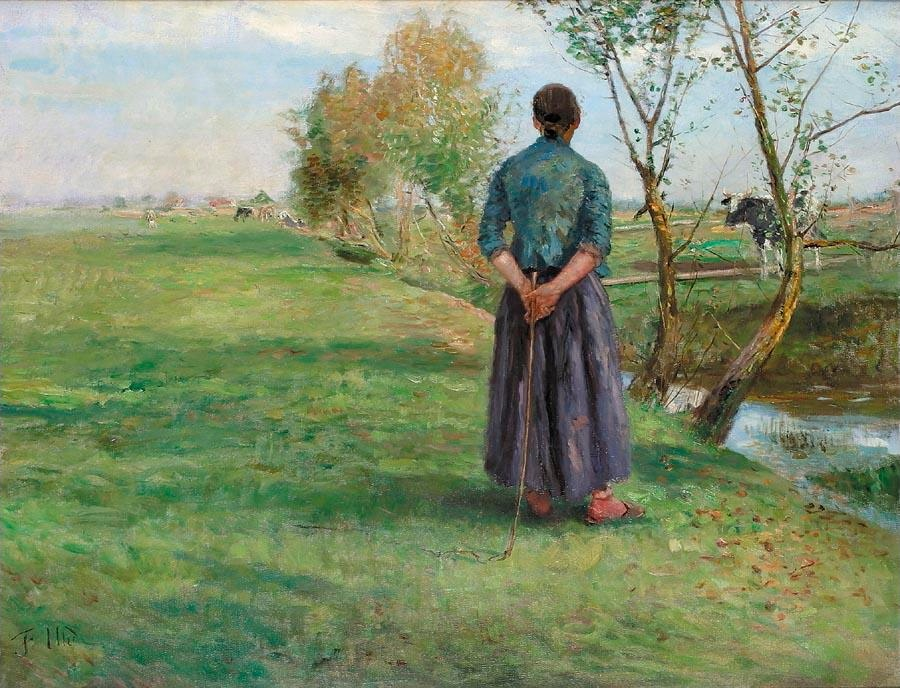
Fritz von Uhde, Hirtin im Dachauer Moos (1890)
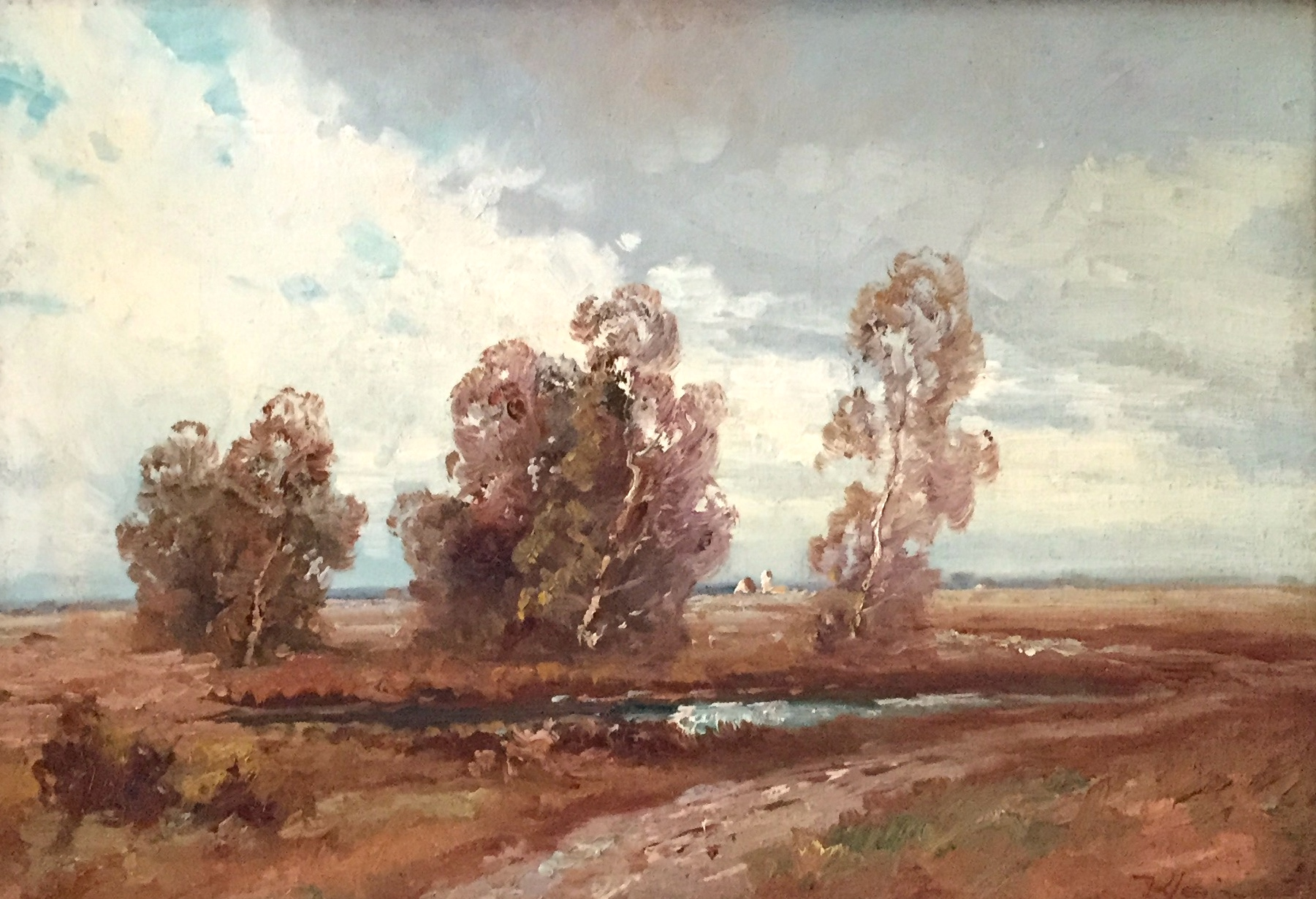
Anna Klein, Dachauer Moos II
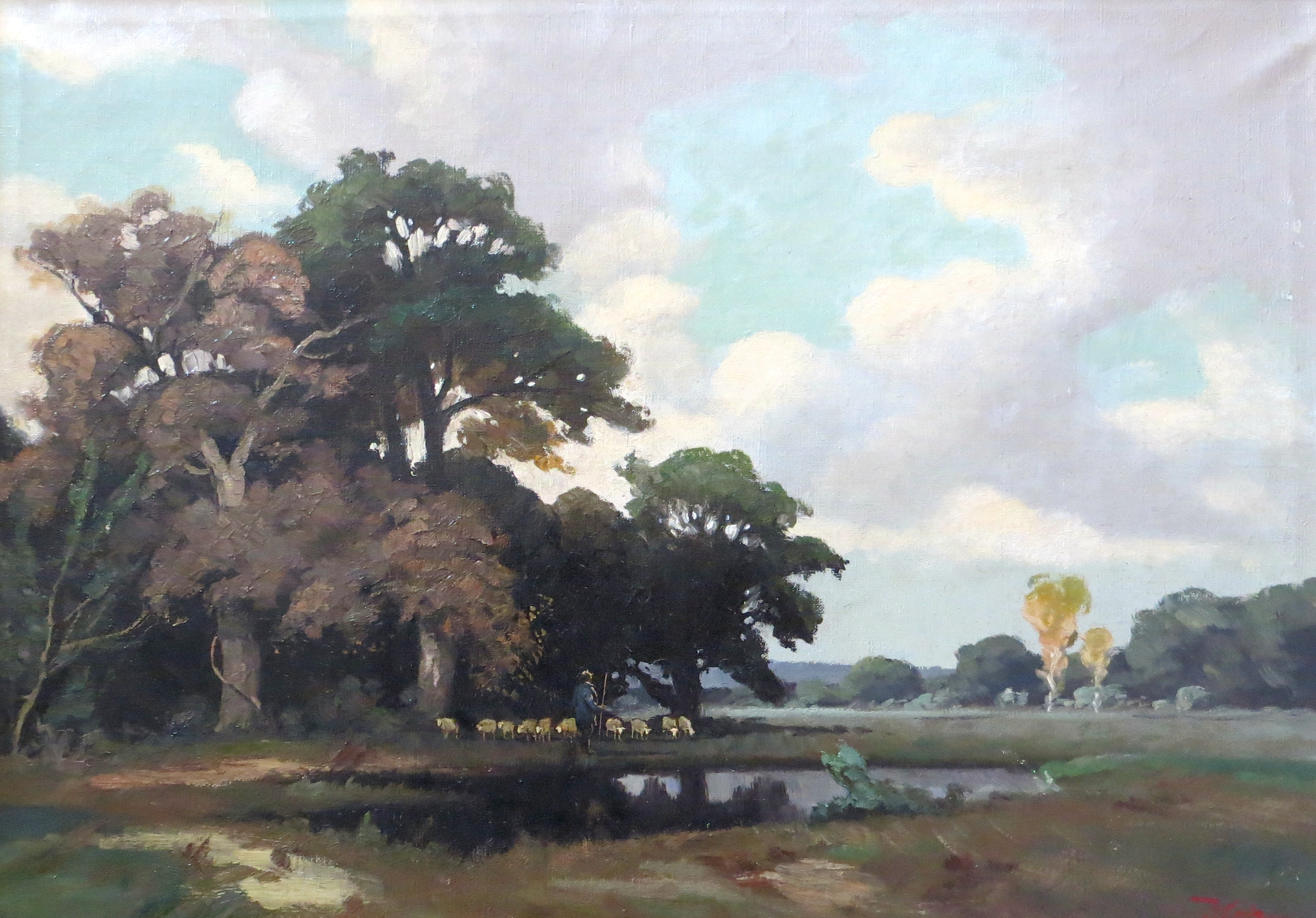
Anna Klein, Dachauer Moos – Schafherde mit Hirte
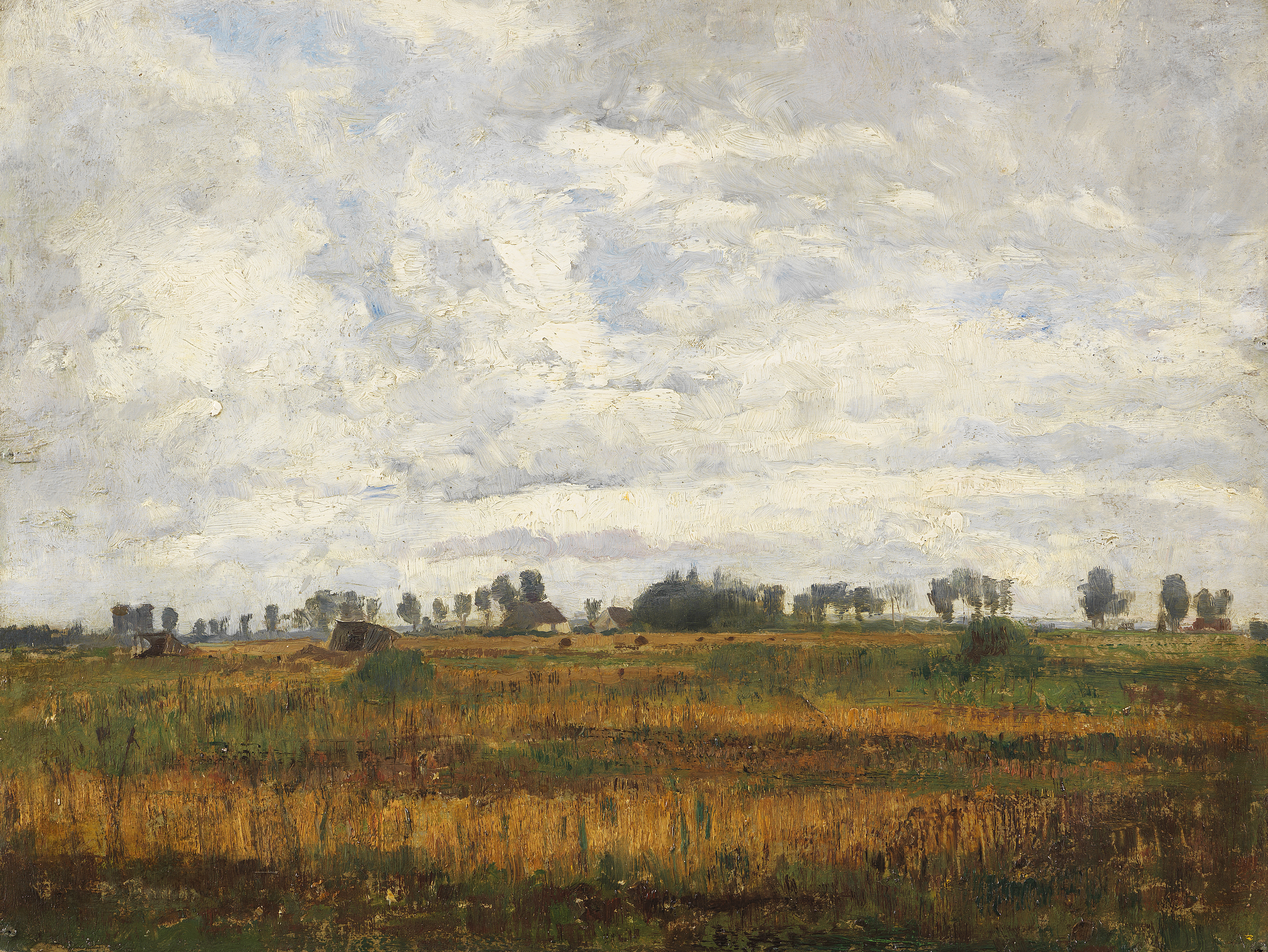
Paul Baum, Moorlandschaft bei Dachau
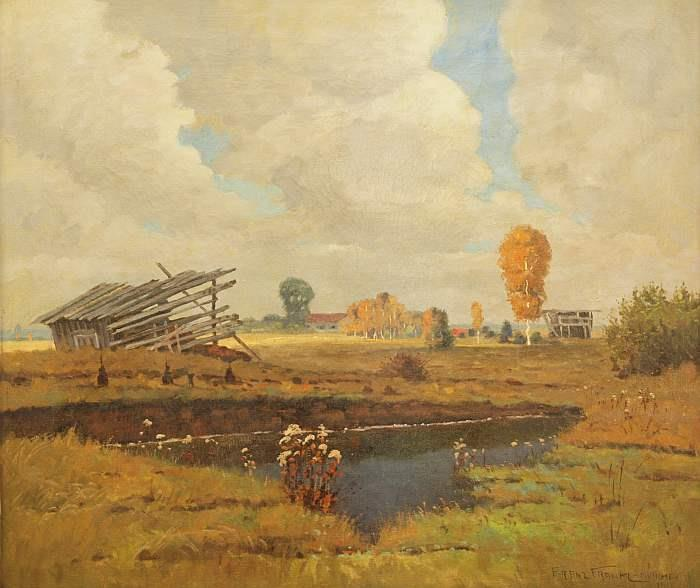
Franz Frankl, Moorlandschaft bei Dachau
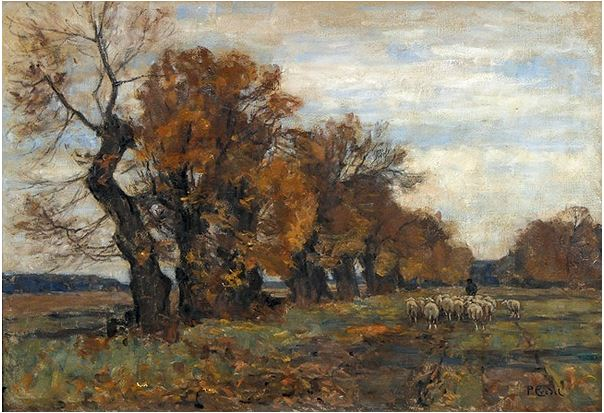
Paul Eduard Crodel, Dachauer Moos
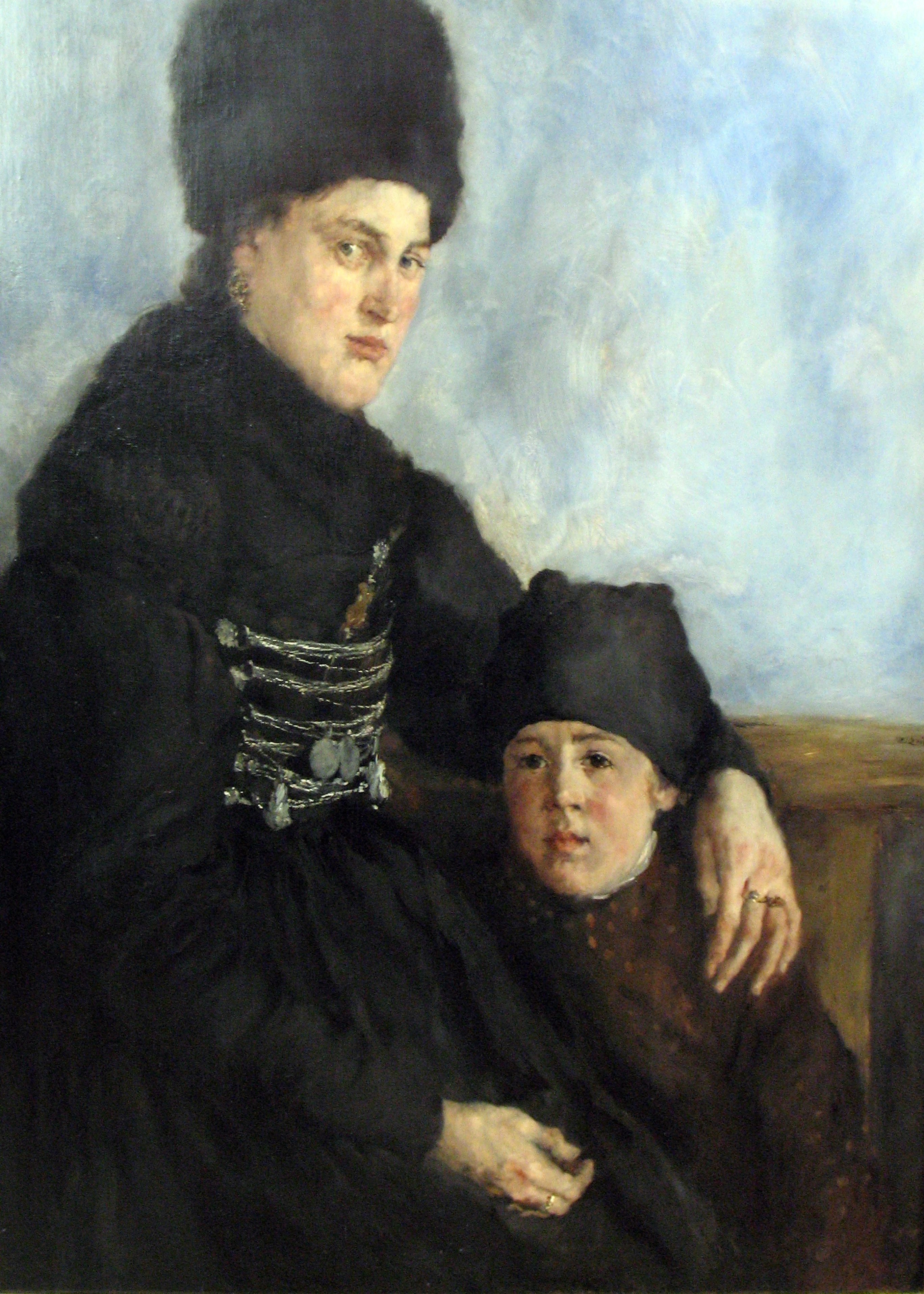
Wilhelm Leibl, Dachauerin mit Kind (1873)
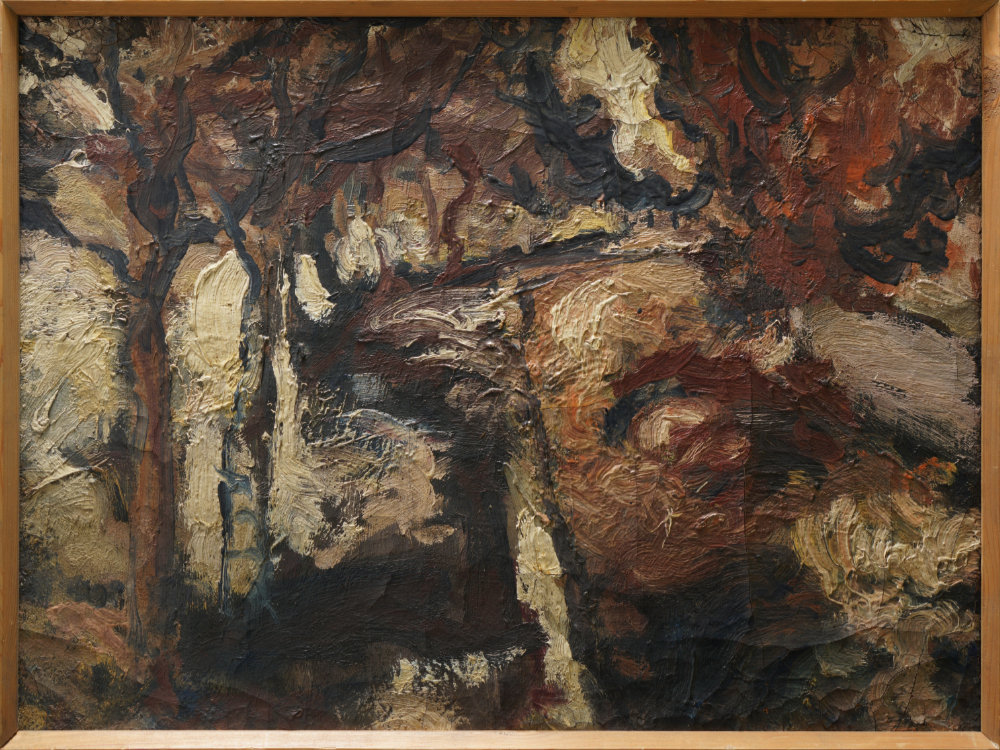
Alfons Zeileis, Kanal bei Dachau (1912)